# 유빈스
유빈스(UbiNS) 주식회사는 대한민국 기업이다. 2005년 설립 되었으며, 정보통신, 방송분야 장비 구축 및 운용, 유지보수 전문 기업이다.
CEO는 강명훈 대표이사며 회사 소재지는 경기도 군포시 공단로 149이다. 직원 수는 약 500명이다.

## 역사
- 2005년 유빈스 주식회사 설립
- 2007년 한국무역협회 등록

## 수상내역
- 2010, 2012년 일자리 창출 우수기업 선정 ( 경기도 )
- 2014년 Huawei Technologies Philippines Year 2013 Gold Medal Partner 공로상 수상 ( Philko UbiNS )
- 2014년 Huawei Technologies Philippines Outstanding Core Partner 공로상 수상 ( TE 파트 )
- 2015년 Huawei Technologies 본사 Year 2014 Collaboration & Development 수상(Philko UbiNS)
- 2015년 2014년 고용창출 100대 우수기업 선정 · 대통령 인증패 수상 (고용노동부)
- 2016년 성실납세자 선정 · 인증서 수상 (경기도지사)